# Закон України «Про державну службу» (2011)
Закон України «Про державну службу» — Закон України, ухвалений 17 листопада 2011 року на заміну Закону, що діяв з 1993 року. В реальності не діяв, остаточно втратив чинність 31 грудня 2015 року.
Закон мав визначати принципи, правові та організаційні засади державної служби, умови та порядок реалізації громадянами України права на державну службу. Закон повинен був регулювати відносини, що виникають у зв'язку із вступом на державну службу, її проходженням та припиненням, визначає правовий статус державного службовця.
Набрання чинності Законом постійно відтерміновувалося. На час його прийняття планувалося, що він набере чинності з 1 січня 2013 року. Згодом ця дата переносилася на 2014 рік, 2015 рік, 2016 рік. Це пояснюють відсутністю коштів для підняття зарплат державним службовцям, що має відбутися в силу нових положень.
Врешті, 10 грудня 2015 був прийнятий інший Закон про державну службу, який скасував Закон 2011 року до того, як останній набрав чинності.
Закон визначав державну службу в Україні як професійну діяльність державних службовців з підготовки пропозицій щодо формування державної політики, забезпечення її реалізації та надання адміністративних послуг.

## Структура
Прийнятий Закон містив 60 статей у восьми розділах:
- Розділ I. Загальні положення
- Розділ II. Управління державною службою
- Розділ III. Правовий статус державного службовця
- Розділ IV. Вступ на державну службу та проходження державної служби
  - Глава 1. Загальні умови вступу на державну службу
  - Глава 2. Конкурс на зайняття вакантних посад державної служби
  - Глава 3. Призначення на посаду державної служби
  - Глава 4. Проходження державної служби
- Розділ V. Припинення державної служби
- Розділ VI. Оплата праці, заохочення і соціальні гарантії державного службовця
- Розділ VII. Робочий час, час відпочинку, відпустки державного службовця
- Розділ VIII. Дисциплінарна та майнова відповідальність державного службовця
- Розділ IX. Прикінцеві та перехідні положення.

## Суттєві нововведення
Закон передбачав фундаментальні зміни в організації інституту державної служби в Україні:
1. розділення адміністративних і політичних посад;
2. відкриті конкурси на всі посади;
3. збільшення зарплат шляхом запровадження гарантованої ставки окладу[5].

Його основними новелами були: розмежування норм публічного і приватного права у регулюванні державної служби; запровадження принципу політичної нейтральності державної служби, запровадження єдино можливого способу вступу на державну службу — через відкритий конкурсний відбір на будь-яку посаду державної служби, нова класифікація посад державної служби та система оплати праці державних службовців на основі цієї класифікації; повна цифровізація управління персоналом у системі державної служби. 

## Реформа 2015
Проект № 2490, внесений 30 березня 2015 Прем'єр-міністром Арсенієм Яценюком за підтримки низки громадських організацій, передбачав прийняття цілком нового закону про держслужбу з одночасним скасуванням законів 1993 і 2011 років.
Законопроект 2490 отримав як схвальні, так і негативні відгуки експертів.
Він прийнятий парламентом 10 грудня 2015.